# Hyperwürfel

Projektion eines Tesseraktes (vierdimensionaler Hyperwürfel) in die 2. Dimension

Hyperwürfel oder Maßpolytope sind {\displaystyle n}-dimensionale Analogien zum Quadrat ({\displaystyle n=2}) und zum Würfel ({\displaystyle n=3}). Dabei kann {\displaystyle n} eine beliebige natürliche Zahl sein. Der vierdimensionale Hyperwürfel wird auch als Tesserakt bezeichnet. Die Symmetriegruppe eines Hyperwürfels ist die Hyperoktaedergruppe.

## Konstruktion regulärer Würfel
Reguläre Würfel der Kantenlänge {\displaystyle a\neq 0} lassen sich wie folgt erzeugen:
- Wenn ein Punkt um die Distanz {\displaystyle a} geradlinig verschoben wird, entsteht eine eindimensionale Strecke, mathematisch ein eindimensionaler Hyperwürfel.
- Wenn diese Strecke senkrecht zu ihrer Dimension um die Distanz {\displaystyle a} verschoben wird, entsteht ein zweidimensionales Quadrat, eine Fläche, mathematisch ein zweidimensionaler Hyperwürfel.
- Wenn dieses Quadrat senkrecht zu seinen beiden Dimensionen um die Distanz {\displaystyle a} verschoben wird, entsteht ein dreidimensionaler Würfel, mathematisch einem dreidimensionalen Hyperwürfel entsprechend.
- Allgemein: Wenn also ein {\displaystyle n}-dimensionaler Würfel senkrecht zu seinen {\displaystyle n} Dimensionen um die Distanz {\displaystyle a} verschoben wird, entsteht ein {\displaystyle (n+1)}-dimensionaler Hyperwürfel.

## Grenzelemente
In einem Hyperwürfel der Dimension {\displaystyle n} befinden sich an jedem Knoten (Ecke) genau {\displaystyle n} Kanten. Demnach handelt es sich bei einem Hyperwürfel um einen ungerichteten Graph (siehe auch: Graphentheorie).
Der {\displaystyle n}-dimensionale Würfel wird von nulldimensionalen, eindimensionalen, …, {\displaystyle (n\!-\!1)}-dimensionalen Elementen begrenzt.
Am Beispiel:
Der 3-dimensionale Würfel wird von Knoten (Punkten), Kanten (Strecken) und Flächen begrenzt, also von Elementen der Dimension 0,1 und 2.

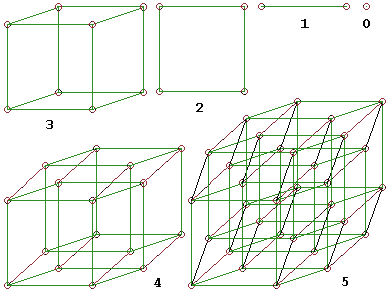
Die 0- bis 5-dimensionalen Würfel in der Parallelprojektion

Die Anzahl der einzelnen Grenzelemente lässt sich aus folgender Überlegung ableiten:
Sei ein Hyperwürfel von der Dimension {\displaystyle n\!+\!1} gegeben. Die {\displaystyle k}-dimensionalen Grenzelemente dieses Würfels ({\displaystyle k_{n+1}}) lassen sich folgendermaßen aus den Grenzelementen eines {\displaystyle n}-dimensionalen Hyperwürfels erzeugen: Die {\displaystyle k}-dimensionalen Grenzelemente ({\displaystyle k_{n}}) verdoppeln sich und alle {\displaystyle k\!-\!1} dimensionalen Elemente {\displaystyle (k\!-\!1)_{n}} werden zu {\displaystyle k}-dimensionalen erweitert. Somit ergibt sich in der Summe eine Anzahl von {\displaystyle k_{n+1}=2k_{n}+(k-1)_{n}}.
Beispiel
- Der 2-dimensionale Hyperwürfel wird von 1 Fläche {\displaystyle (k_{n}=2)}, 4 Kanten {\displaystyle (k_{n}=1)} und 4 Knoten {\displaystyle (k_{n}=0)} begrenzt.

- Der 3-dimensionale Würfel wird von {\displaystyle 2+4=6} Flächen {\displaystyle (k_{n+1}=2)} begrenzt, von {\displaystyle 8+4=12} Kanten {\displaystyle (k_{n+1}=1)} und {\displaystyle 4+4=8} Knoten {\displaystyle (k_{n+1}=0)}.

Anders kann man sich überlegen: Wenn man einen {\displaystyle n}-dimensionalen Hyperwürfel in ein kartesisches Koordinatensystem um den Ursprung zentriert und nach den Koordinatenachsen ausgerichtet legt, gibt es zu einem {\displaystyle k}-dimensionalen Grenzelement {\displaystyle k} Koordinatenachsen, die parallel zu diesem Grenzelement sind. Andererseits gibt es aber zu jeder Auswahl von {\displaystyle k} Koordinatenachsen nicht nur ein {\displaystyle k}-dimensionales Grenzelement, sondern {\displaystyle 2^{n-k},} weil man durch jede der {\displaystyle n-k} zu den Grenzelementen senkrechten Achsen die Anzahl der Grenzelemente verdoppelt (es gibt dieselben Grenzelemente noch einmal parallelverschoben auf der anderen Seite der Achse). Die Anzahl der Grenzelemente ergibt sich also aus dem Produkt der Anzahl der Möglichkeiten, {\displaystyle k} Achsen aus den {\displaystyle n} Achsen auszuwählen, mit der Anzahl von Grenzelementen für jede Auswahl und lautet somit {\displaystyle {\binom {n}{k}}\cdot 2^{n-k}} (mit dem Binomialkoeffizienten {\displaystyle {\binom {n}{k}}}).

Der Weg zum Hyperwürfel

|                               | Schläfli- Symbol              | Anzahl der Grenzelemente                                      | Anzahl der Grenzelemente                                               | Anzahl der Grenzelemente                                | Anzahl der Grenzelemente                                | Anzahl der Grenzelemente | Anzahl der Grenzelemente       | Anzahl der Grenzelemente                                   | Anzahl der Grenzelemente                                  |                         |                         |                         |                         |                         |                         |                         |
| 0-dim.                        | Schläfli- Symbol              | 1-dim.                                                        | 2-dim.                                                                 | 3-dim.                                                  | 4-dim.                                                  | {\displaystyle \ldots }  | {\displaystyle (n\!-\!1)}-dim. | {\displaystyle n}-dim.                                     |                                                           |                         |                         |                         |                         |                         |                         |                         |
| Punkt                         | {\displaystyle ()}            | 1                                                             |                                                                        |                                                         |                                                         |                          |                                |                                                            |                                                           |                         |                         |                         |                         |                         |                         |                         |
| Strecke                       | {\displaystyle \{\}}          | 2                                                             | 1                                                                      |                                                         |                                                         |                          |                                |                                                            |                                                           |                         |                         |                         |                         |                         |                         |                         |
| Quadrat                       | {\displaystyle \{4\}}         | 4                                                             | 4                                                                      | 1                                                       |                                                         |                          |                                |                                                            |                                                           |                         |                         |                         |                         |                         |                         |                         |
| 3-dim. Würfel                 | {\displaystyle \{4,3\}}       | 8                                                             | 12                                                                     | 6                                                       | 1                                                       |                          |                                |                                                            |                                                           |                         |                         |                         |                         |                         |                         |                         |
| 4-dim. Würfel                 | {\displaystyle \{4,3,3\}}     | 16                                                            | 32                                                                     | 24                                                      | 8                                                       | 1                        |                                |                                                            |                                                           |                         |                         |                         |                         |                         |                         |                         |
| {\displaystyle \vdots }       | {\displaystyle \vdots }       | {\displaystyle \vdots }                                       | {\displaystyle \vdots }                                                | {\displaystyle \vdots }                                 | {\displaystyle \vdots }                                 | {\displaystyle \vdots }  | {\displaystyle \vdots }        | {\displaystyle \vdots }                                    | {\displaystyle \vdots }                                   | {\displaystyle \vdots } | {\displaystyle \vdots } | {\displaystyle \vdots } | {\displaystyle \vdots } | {\displaystyle \vdots } | {\displaystyle \vdots } | {\displaystyle \vdots } |
| {\displaystyle n}-dim. Würfel | {\displaystyle \{4,3^{n-2}\}} | {\displaystyle {\binom {n}{0}}2^{n-0}} {\displaystyle =2^{n}} | {\displaystyle {\binom {n}{1}}2^{n-1}} {\displaystyle =n\cdot 2^{n-1}} | {\displaystyle {\binom {n}{2}}2^{n-2}} {\displaystyle } | {\displaystyle {\binom {n}{3}}2^{n-3}} {\displaystyle } | {\displaystyle \ldots }  | {\displaystyle \ldots }        | {\displaystyle {\binom {n}{n-1}}2^{1}} {\displaystyle =2n} | {\displaystyle {\binom {n}{n-0}}2^{0}} {\displaystyle =1} |                         |                         |                         |                         |                         |                         |                         |

Jedes {\displaystyle k}-dimensionale Grenzelement eines {\displaystyle n}-dimensionalen Würfels der Kantenlänge {\displaystyle a} ist für {\displaystyle 0<k\leq n} ein {\displaystyle k}-dimensionaler Würfel derselben Kantenlänge {\displaystyle a}. Damit hat ein 4-Hyperwürfel 16 Ecken, ein Kantennetz der Länge {\displaystyle 32a}, ist begrenzt von einem Flächennetz der Gesamtfläche {\displaystyle 24a^{2}} und von Zellen mit dem 3-Gesamtvolumen (der 3-dimensionalen Hyperfläche) von {\displaystyle 8a^{3}} und hat ein 4-Volumen von {\displaystyle a^{4}}.

## Eigenschaften

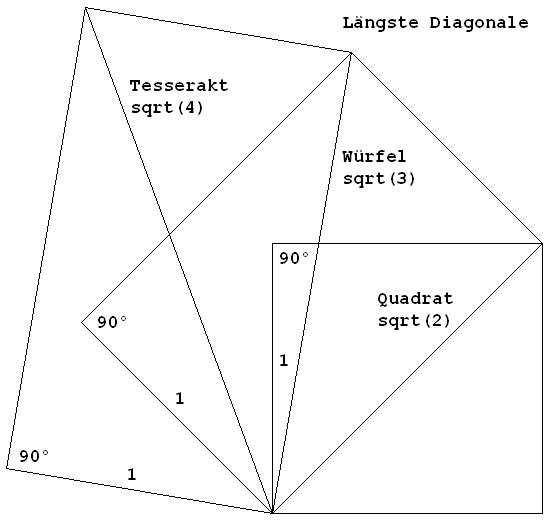
Die Konstruktion der längsten Diagonalen von Quadrat, Würfel und Tesserakt

Der Name Maßpolytop kommt von der Möglichkeit, das Objekt parallel zu allen Koordinatenachsen auszurichten und den euklidischen Raum durch parallele Vervielfältigung restlos auszufüllen. Es ist das einzige regelmäßige Polytop, mit dem dies in Dimensionen {\displaystyle n>4} gelingt. Für jede Dimension sind diese Parkettierungen selbstdual mit dem Schläfli-Symbol {\displaystyle \{4,\ 3^{n-2},4\}.}
Die längste Diagonale eines Hyperwürfels entspricht der Quadratwurzel seiner Dimension multipliziert mit seiner Kantenlänge.
Maßpolytop (oder Hyperwürfel) und Kreuzpolytop (oder Hyperoktaeder) sind zueinander dual. Daher stimmen auch ihre Symmetriegruppen überein.
|           |           | winkeltreue Projektion in | winkeltreue Projektion in | winkeltreue Projektion in | mögliche Operationen | mögliche Operationen | mögliche Operationen | mögliche Operationen |
| Dimension | Objekt    | 2-D                       | 3-D                       | 4-D                       | schieben             | drehen               | winden               | stülpen              |
| --------- | --------- | ------------------------- | ------------------------- | ------------------------- | -------------------- | -------------------- | -------------------- | -------------------- |
| 0         | Punkt     | +                         | +                         | +                         | –                    | –                    | –                    | –                    |
| 1         | Linie     | +                         | +                         | +                         | +                    | –                    | –                    | –                    |
| 2         | Quadrat   | +                         | +                         | +                         | +                    | +                    | –                    | –                    |
| 3         | Würfel    | –                         | +                         | +                         | +                    | +                    | +                    | –                    |
| 4         | Tesserakt | –                         | –                         | +                         | +                    | +                    | +                    | +                    |

| Dimension         | Kanten                           | Knoten                | Seiten             | Grad              | Durch- messer     | Kanten- Zusammenhang | Knoten- Zusammenhang |
| ----------------- | -------------------------------- | --------------------- | ------------------ | ----------------- | ----------------- | -------------------- | -------------------- |
| 1                 | {\displaystyle 1}                | {\displaystyle 2}     | {\displaystyle 2}  | {\displaystyle 1} | {\displaystyle 1} | {\displaystyle 1}    | {\displaystyle 1}    |
| 2                 | {\displaystyle 4}                | {\displaystyle 4}     | {\displaystyle 4}  | {\displaystyle 2} | {\displaystyle 2} | {\displaystyle 2}    | {\displaystyle 2}    |
| 3                 | {\displaystyle 12}               | {\displaystyle 8}     | {\displaystyle 6}  | {\displaystyle 3} | {\displaystyle 3} | {\displaystyle 3}    | {\displaystyle 3}    |
| 4                 | {\displaystyle 32}               | {\displaystyle 16}    | {\displaystyle 8}  | {\displaystyle 4} | {\displaystyle 4} | {\displaystyle 4}    | {\displaystyle 4}    |
| ...               | ...                              | ...                   | ...                | ...               | ...               | ...                  | ...                  |
| {\displaystyle n} | {\displaystyle 2^{(n-1)}\cdot n} | {\displaystyle 2^{n}} | {\displaystyle 2n} | {\displaystyle n} | {\displaystyle n} | {\displaystyle n}    | {\displaystyle n}    |

## Hyperwürfel in der Kultur

### Bildende Kunst
In der bildenden Kunst beschäftigen sich viele Künstler mit dem Hyperwürfel.
- Tony Robbin – durch Spiegelungen und Verdrehungen von Würfel-Kanten erzeugt Tony Robbin in Zeichnungen und mit Raum-Installationen Situationen, die nur in einer hyperdimensionalen Welt möglich wären.
- Manfred Mohr – veranschaulicht in seinen Kompositionen Interaktionen von Linien, die einer räumlichen Logik von mehr als drei Freiheitsgraden folgen.
- Frank Richter – konkretisiert in Grafiken, Plastiken und Rauminstallationen nach der Vorgabe von mathematischen Regeln Raum-Konstellationen, die über die dritte Dimension hinausgehen.
- Salvador Dalí hat in seinem Bild Kreuzigung (Corpus Hypercubus) 1954 einen gekreuzigten Jesus auf das Netz eines Hyperwürfels gemalt.[2]
- Kay Herrmann – Installation Hyperwürfel auf dem Siegelohplatz in Auerbach im Vogtland[3][4][5][6]

Projektion eines rotierenden Hyperwürfels

### Film
- Der Film Cube 2: Hypercube handelt von einem Hyperwürfel, in dem sich die Charaktere in den drei räumlichen Dimensionen und einer zeitlichen Dimension bewegen und sich beispielsweise selbst in einem anderen Zeitabschnitt begegnen.